# 樊毅
樊 毅（はん き、生没年不詳）は、南朝梁から陳にかけての軍人。字は智烈。本貫は南陽郡湖陽県。

## 経歴
梁の散騎常侍・信武将軍・益州刺史の樊文熾の子として生まれた。代々の将軍の家柄に生まれて、若くして武を習い弓射を得意とした。侯景の乱が起こると、樊毅は叔父の樊文皎の下で部曲を率いて建康の援軍となった。樊文皎が青渓で戦没すると、樊毅は一族の子弟を率いて江陵におもむき、王僧弁に属して河東王蕭誉を討った。功績により仮節・威戎将軍・右中郎将に任じられた。
兄の樊俊に代わって梁興郡太守となり、三州游軍を兼ね、宜豊侯蕭循の下で陸納（王琳の部将）を湘州に攻撃した。巴陵に到着すると、陣営が整わないうちに陸納の夜襲を受け、蕭循の軍は混乱したが、樊毅は奮戦して十数人を斬り、混乱をおさめた。功績により持節・通直散騎常侍・貞威将軍の位を受け、夷道県伯に封じられた。まもなく天門郡太守に任じられ、爵位は侯に進んだ。西魏軍が江陵を包囲すると、樊毅は兵を率いて江陵の救援に向かったが、江陵はあえなく陥落し、樊毅は岳陽王蕭詧に捕らえられた。しばらく抑留されたが、逃げ帰った。
陳が建国されると、樊毅は弟の樊猛とともに王琳に呼応して挙兵した。王琳が敗れて北斉に亡命すると、陳の太尉の侯瑱が樊毅のもとに使者を送ってきたため、樊毅は子弟や部曲を率いて陳に帰順した。天嘉2年（561年）、通直散騎常侍の位を受け、侯瑱の下で巴州・湘州を攻撃した。武州刺史に累進した。太建元年（569年）、豊州刺史に転じ、高昌県侯に封じられた。入朝して左衛将軍となった。太建5年（573年）、陳軍が北伐をおこなうと、樊毅は兵を率いて広陵の楚子城を攻撃して落とした。北斉軍を潁口で撃破し、北斉軍が滄陵の援軍にあらわれると、これまた破った。太建7年（575年）、潼州・下邳・高柵など6城を落とした。呂梁の戦いで陳軍が敗戦すると、樊毅は大都督となり、平北将軍に進み、兵を率いて淮水を渡って、清口の対岸に築城し、北周軍と対峙した。霖雨のためにわか作りの城は破壊され、樊毅は全軍を撤退させた。まもなく中領軍に転じた。太建11年（579年）、北周の梁士彦が兵を率いて寿陽を包囲すると、樊毅は都督北討諸軍事となり、水軍を率いて焦湖に入った。まもなく鎮西将軍・都督荊郢巴武四州水陸諸軍事に任じられた。太建12年（580年）、都督沔漢諸軍事に進んだが、公務が原因で免官された。太建13年（581年）、召還されて中護軍に任じられた。まもなく護軍将軍・荊州刺史として出された。
太建14年（582年）、後主が即位すると、征西将軍の位に進み、逍遙郡公に改封された。入朝して侍中・護軍将軍となった。禎明3年（589年）、隋軍が長江を渡ってくると、樊毅は京口・采石といった要所に精鋭を置いて防禦にあたらせるよう僕射の袁憲に提案し、諸将の賛同をえた。しかし施文慶らが隋軍の情報を伝えなかったため、樊毅の作戦は実行されなかった。建康が陥落すると、樊毅は関中に入り、ほどなく死去した。

## 伝記資料
- 『陳書』巻31 列伝第25
- 『南史』巻67 列伝第57